# Colpotrochia
Colpotrochia is een geslacht van insecten uit de orde vliesvleugeligen (Hymenoptera) en de familie Ichneumonidae.

## Soorten
- C. antennata (Morley, 1913)
- C. assamensis Townes, Townes & Gupta, 1961
- C. azoba Gauld & Sithole, 2002
- C. babai Kusigemati, 1987
- C. balajensis Kusigemati, 1985
- C. beluga Gauld & Sithole, 2002
- C. bifasciata Momoi, 1966
- C. brevicincta Chiu, 1962
- C. catania Gauld & Sithole, 2002
- C. celeria Gauld & Sithole, 2002
- C. cerbera (Dewitz, 1881)
- C. cincta (Scopoli, 1763)
- C. claviventris (Cresson, 1865)
- C. coenuta (Cameron, 1900)
- C. concinna (Cresson, 1868)
- C. crassipes (Provancher, 1886)
- C. diabella Gauld & Sithole, 2002
- C. fasciata (Uchida, 1940)
- C. feroza Gauld & Sithole, 2002
- C. flava (Brethes, 1909)
- C. fultoni Townes & Townes, 1959
- C. fusca Matsumura, 1931
- C. giachinoi Scaramozzino, 1983
- C. habenia Gauld & Sithole, 2002
- C. interrupta Momoi, 1966
- C. jozankeana Uchida, 1930
- C. kumatai Kusigemati, 1985
- C. kurisuei (Uchida, 1930)
- C. latifasciata Momoi, 1966
- C. lineolata (Brulle, 1846)
- C. lutoria (Smith, 1859)
- C. maai Momoi, 1966
- C. melanosoma Morley, 1913
- C. mesoxantha (Brulle, 1846)
- C. mexicana (Cresson, 1868)
- C. munda Momoi, 1966
- C. nana Chiu, 1962
- C. neblina Gauld & Sithole, 2002
- C. nigra Kusigemati, 1971
- C. nipponensis Uchida, 1930
- C. orientalis (Uchida, 1930)
- C. orinella Gauld & Sithole, 2002
- C. osuzensis Kusigemati, 1971
- C. pesada Gauld & Sithole, 2002
- C. petiolaris (Spinola, 1851)
- C. pilosa (Cameron, 1909)
- C. plana Chiu, 1962
- C. politula Kuzin, 1950
- C. quitora Gauld & Sithole, 2002
- C. rufigaster Momoi, 1966
- C. sadensis Kusigemati, 1971
- C. texana (Cresson, 1872)
- C. triclistor (Aubert, 1979)
- C. trifasciata (Cresson, 1864)
- C. trilineata (Cameron, 1899)
- C. uchidai Townes, 1973
- C. unifasciata Momoi, 1966
- C. veriga Gauld & Sithole, 2002
- C. watanka Gauld & Sithole, 2002
- C. xenia Gauld & Sithole, 2002
- C. zembla Gauld & Sithole, 2002